# 김종석 (1971년)
김종석(金鍾奭, 1971년 2월 28일 ~ )은 전 KBO 리그 OB 베어스와 한화 이글스의 선수인데 OB 베어스 선수단 집단 이탈 사건의 주동자로 낙인찍혔음에도 1995년 우승에 기여를 했지만 1996년 허리부상으로  인해 어렵게 잡은 주전 자리를 빼앗겼고 급기야 1998년 입단한 타이론 우즈 때문에  주전 입성에 실패했으며 급기야 이중계약으로 인해 영구제명을 먹었던 강혁이 제명에서 풀려 1루수 자리에서 밀려났고 지명타자 자리도 기존의 이도형 최훈재 (99년 해태에서 이적)가 있어 자리를 못 잡았으며   엎친 데 덮친 격으로 1999년 말 선수협 파동까지 겹쳐 동계훈련에 빠진데 이어 2군생활을 전전했고  결국 2000년 6월 한화 유니폼을 입었으며 신인 시절 스승이었던 이광환 감독이 부임한 2001년 처음이자 마지막 두자릿수 홈런을 기록했다.
하지만, 2002년부터 갑작스런 부진에 빠졌고 급기야 2003년 부임한 유승안 감독에 의해 본격적으로 등용된 김태균에게 밀려 설 자리를 잃었으며 유승안 감독이 성적 부진 뿐 아니라 2년 계약 종료로 팀을 떠난   2004년 시즌 뒤 자유계약선수로 풀려 은퇴했는데 공교롭게도 김종석은  2004년 시즌 후 한화 감독으로 취임한 김인식 감독이 OB 감독을 맡은 첫 해인 1995년 한국시리즈 우승에 기여를 했으나 1996년 허리부상으로  인해 어렵게 잡은 주전 자리를 빼앗긴 데 이어 이에 앞서 OB 베어스 선수단 집단 이탈 사건의 주동자로 낙인찍혔던 데다 1998년 입단한 타이론 우즈 때문에 주전 입성에 실패했으며 급기야 이중계약으로 인해 영구제명을 먹었던 강혁이 제명에서 풀려 1루수 자리에서 밀려났고 지명타자 자리도 기존의 이도형 최훈재 (99년 해태에서 이적)가 있어 자리를 못 잡았으며    엎친 데 덮친 격으로 1999년 말 선수협 파동까지 겹쳐 동계훈련에 빠져 김인식 감독으로부터 미움을 사 2군생활을 전전하여 2000년 6월 두산(전신 OB 포함)을 떠난 바 있었다.

## 출신학교
- 보성중학교
- 보성고등학교

1. ↑  정기수 (1994년 9월 7일). “OB선수 집단이탈 왜 일어났나”. 경향신문. 2019년 2월 5일에 확인함.
2. ↑  고경봉 (2001년 4월 16일). “김종석 방망이 불붙었다”. 한국경제. 2019년 2월 5일에 확인함.
3. ↑  권훈 (1999년 1월 14일). “프로야구 사장단,강혁 두산 입단 수용”. 연합뉴스. 2020년 2월 10일에 확인함.
4. ↑  김종석 (2001년 4월 13일). “[프로야구]한화 김종석 무서운 '늦바람'”. 동아일보. 2019년 5월 27일에 확인함.
5. ↑  이상학 객원기자 (2007년 2월 16일). “베테랑 중심 한화…'세대교체 시기 놓칠라'”. 데일리안. 2019년 5월 27일에 확인함.
6. ↑  “[하프타임] 한화 투수 한용덕 은퇴”. 서울신문. 2004년 10월 13일. 2019년 5월 27일에 확인함.
7. ↑  정기수 (1994년 9월 7일). “OB선수 집단이탈 왜 일어났나”. 경향신문. 2019년 5월 27일에 확인함.
8. ↑  고경봉 (2001년 4월 16일). “김종석 방망이 불붙었다”. 한국경제. 2019년 5월 27일에 확인함.
9. ↑  권훈 (1999년 1월 14일). “프로야구 사장단,강혁 두산 입단 수용”. 연합뉴스. 2020년 2월 10일에 확인함.